# Spinneruilen
De spinneruilen (Erebidae) zijn een familie van vlinders in de superfamilie Noctuoidea. Het typegeslacht van de familie is Erebus. 
De groep heeft de status van familie gekregen dankzij een discussie die is aangezwengeld door Lafontaine en Fibiger in 2005 en 2006. Deze auteurs deden kort na elkaar twee voorstellen, omdat geconstateerd werd dat de familie van de uilen (Noctuidae) in de toenmalige indeling niet monofyletisch was. Bij het voorstel van 2005 kregen de Erebidae (weer) de status van familie binnen de Noctuoidea, en werden daarbij verenigd met de beervlinders en de donsvlinders. Bij het voorstel in 2006 kozen de auteurs ervoor de familie uilen (Noctuidae) flink uit te breiden en in dat voorstel waren de spinneruilen een onderfamilie. Aanvankelijk kreeg de uitbreiding van de uilen veel steun, maar later keerde het tij nadat de keuze voor spinneruilen als aparte familie ondersteund werd door moleculair onderzoek.
De spinneruilen onderscheiden zich van de uilen door de andere adering van de achtervleugel. Wereldwijd komen zo'n 24.600 soorten voor.

## Onderfamilies
- Aganainae Boisduval, 1833
- Anobinae Holloway, 2005
- Arctiinae Leach, 1815 – Beervlinders
- Boletobiinae Guenée, 1858
- Calpinae Boisduval, 1840
- Erebinae Leach, 1815
- Eulepidotinae Grote, 1895
- Herminiinae Leach, 1815
- Hypeninae Herrich-Schäffer, 1851
- Hypenodinae Forbes, 1954
- Hypocalinae Guenée, 1852
- Lymantriinae Hampson, 1893 – Donsvlinders
- Pangraptinae Grote, 1882
- Rivulinae Grote, 1895
- Scolecocampinae Grote, 1883
- Scoliopteryginae Herrich-Schäffer, 1852
- Tinoliinae Moore, 1885
- Toxocampinae Guenée, 1852

## In Nederland waargenomen soorten
- Genus: Amata
  - Amata phegea - (Phegeavlinder)
- Genus: Arctia
  - Arctia caja - (Grote beer)
  - Arctia festiva - (Engelse beer)
  - Arctia villica - (Roomvlek)
- Genus: Arctornis
  - Arctornis l-nigrum - (Zwarte-l-vlinder)
- Genus: Atolmis
  - Atolmis rubricollis - (Zwart beertje)
- Genus: Callimorpha
  - Callimorpha dominula - (Bonte beer)
- Genus: Calliteara
  - Calliteara pudibunda - (Meriansborstel)
- Genus: Catephia
  - Catephia alchymista - (Wit weeskind)
- Genus: Catocala
  - Catocala electa - (Wilgenweeskind)
  - Catocala elocata - (Populierenweeskind)
  - Catocala fraxini - (Blauw weeskind)
  - Catocala nupta - (Rood weeskind)
  - Catocala nymphagoga - (Klein geel weeskind)
  - Catocala promissa - (Eikenweeskind)
  - Catocala sponsa - (Karmozijnrood weeskind)
- Genus: Colobochyla
  - Colobochyla salicalis - (Booglijnuil)
- Genus: Coscinia
  - Coscinia cribraria - (Grasbeertje)
  - Coscinia striata - (Geel grasbeertje)
- Genus: Cybosia
  - Cybosia mesomella - (Vierstipbeertje)
- Genus: Diacrisia
  - Diacrisia sannio - (Roodbandbeer)
- Genus: Diaphora
  - Diaphora mendica - (Mendicabeer)
- Genus: Dicallomera
  - Dicallomera fascelina - (Grauwe borstel)
- Genus: Dysauxes
  - Dysauxes ancilla - (Dienares)
- Genus: Dysgonia
  - Dysgonia algira - (Bruine prachtuil)
- Genus: Eilema
  - Eilema caniola - (Vaal kokerbeertje)
  - Eilema complana - (Streepkokerbeertje)
  - Eilema depressa - (Naaldboombeertje)
  - Eilema griseola - (Glad beertje)
  - Eilema lurideola - (Plat beertje)
  - Eilema lutarella - (Felgeel beertje)
  - Eilema pygmaeola - (Klein kokerbeertje)
  - Eilema sororcula - (Geel beertje)
- Genus: Ericeia
  - Ericeia inangulata
- Genus: Estigmene
  - Estigmene acrea
- Genus: Eublemma
  - Eublemma ostrina - (Bleek purperuiltje)
  - Eublemma parva - (Klein purperuiltje)
  - Eublemma purpurina - (Prachtpurperuiltje)
- Genus: Euclidia
  - Euclidia glyphica - (Bruine daguil)
  - Euclidia mi - (Mi-vlinder)
- Genus: Euplagia
  - Euplagia quadripunctaria - (Spaanse vlag)
- Genus: Euproctis
  - Euproctis chrysorrhoea - (Bastaardsatijnvlinder)
  - Euproctis similis - (Donsvlinder)
- Genus: Grammodes
  - Grammodes stolida - (Witlijnprachtuil)
- Genus: Herminia
  - Herminia grisealis - (Boogsnuituil)
  - Herminia tarsicrinalis - (Schaduwsnuituil)
  - Herminia tarsipennalis - (Lijnsnuituil)
- Genus: Hypena
  - Hypena crassalis - (Bosbessnuituil)
  - Hypena obesalis - (Brandnetelsnuituil)
  - Hypena obsitalis - (Dubbelstipsnuituil)
  - Hypena proboscidalis - (Bruine snuituil)
  - Hypena rostralis - (Hopsnuituil)
- Genus: Hypenodes
  - Hypenodes humidalis - (Moerasmicro-uil)
- Genus: Hyphoraia
  - Hyphoraia aulica - (Bruine beer)
- Genus: Idia
  - Idia calvaria - (Donkerbruine snuituil)
- Genus: Laelia
  - Laelia coenosa - (Moerasspinner)
- Genus: Laspeyria
  - Laspeyria flexula - (Bruine sikkeluil)
- Genus: Leucoma
  - Leucoma salicis - (Satijnvlinder)
- Genus: Lithosia
  - Lithosia quadra - (Viervlakvlinder)
- Genus: Lygephila
  - Lygephila pastinum - (Wikke-uil)
- Genus: Lymantria
  - Lymantria dispar - (Plakker)
  - Lymantria monacha - (Nonvlinder)
- Genus: Macrochilo
  - Macrochilo cribrumalis - (Stippelsnuituil)
- Genus: Miltochrista
  - Miltochrista miniata - (Rozenblaadje)
- Genus: Minucia
  - Minucia lunaris - (Grijs weeskind)
- Genus: Nudaria
  - Nudaria mundana - (Bleek beertje)
- Genus: Orgyia
  - Orgyia antiqua - (Witvlakvlinder)
  - Orgyia antiquoides - (Heidewitvlakvlinder)
  - Orgyia recens - (Hoekstipvlinder)
- Genus: Paidia
  - Paidia rica - (Alpenbeertje)
- Genus: Paracolax
  - Paracolax tristalis - (Gele snuituil)
- Genus: Parascotia
  - Parascotia fuliginaria - (Paddenstoeluil)
- Genus: Parasemia
  - Parasemia plantaginis - (Weegbreebeer)
- Genus: Pechipogo
  - Pechipogo plumigeralis - (Gepluimde snuituil)
  - Pechipogo strigilata - (Baardsnuituil)
- Genus: Pelosia
  - Pelosia muscerda - (Muisbeertje)
  - Pelosia obtusa - (Klein muisbeertje)
- Genus: Phragmatobia
  - Phragmatobia fuliginosa - (Kleine beer)
- Genus: Phytometra
  - Phytometra viridaria - (Purperuiltje)
- Genus: Rhyparia
  - Rhyparia purpurata - (Purperbeer)
- Genus: Rivula
  - Rivula sericealis - (Stro-uiltje)
- Genus: Schrankia
  - Schrankia costaestrigalis - (Gepijlde micro-uil)
  - Schrankia taenialis - (Gelijnde micro-uil)
- Genus: Scoliopteryx
  - Scoliopteryx libatrix - (Roesje)
- Genus: Setina
  - Setina irrorella - (Tijgerbeertje)
- Genus: Spilosoma
  - Spilosoma lubricipeda - (Witte tijger)
  - Spilosoma lutea - (Gele tijger)
  - Spilosoma urticae - (Sneeuwbeer)
- Genus: Thumatha
  - Thumatha senex - (Rondvleugelbeertje)
- Genus: Trisateles
  - Trisateles emortualis - (Geellijnsnuituil)
- Genus: Tyria
  - Tyria jacobaeae - (Sint-jacobsvlinder)
- Genus: Utetheisa
  - Utetheisa pulchella - (Prachtbeer)
- Genus: Watsonarctia
  - Watsonarctia deserta
- Genus: Zanclognatha
  - Zanclognatha lunalis - (Maansnuituil)